# Никола Марјановић
Никола Грба Марјановић (Београд, 10. октобар 1905 — Београд, 6. март 1983) био је српски фудбалер.

## Каријера
Каријеру је започео 1920. године у СК Југославија, где је играо до 1924. године, када је прешао у БСК Београд и у њему остао до 1936. године. Са БСК-ом Београд освојио је четири титуле националног првака (1931, 1933, 1935 и 1936. године).
За селекцију Београда одиграо је 13 утакмица и једну за репрезентацију Југославије, 3. априла 1933. године против селекције Шпаније у Београду, када је у 40. минуту заменио Светислава Ваљаревића. Завршио је каријеру 1940. године, а као службеник београдске Електричне централне пензионисан је 1. маја 1962. године. Бавио се и тренерским послом, водио је омладинце Партизана и Рада.
Његов млађи брат био је Моша Марјановић.